# Серые акулы
Се́рые аку́лы, или пилозубые акулы, или кархариновые (лат. Carcharhinidae) — семейство акул отряда кархаринообразных (Carcharhiniformes). Одно из самых многочисленных семейств акул. К нему принадлежат такие виды, как тигровая акула, голубая акула и тупорылая акула. Все эти акулы пользуются славой людоедов не в меньшей степени, чем белая акула. При этом они ещё и гораздо многочисленней. Тигровая акула достигает длины 6,32 м. Тупорылая помельче — до четырёх метров. Но это не делает её менее опасной.
Распространены в тропических, субтропических и умеренных водах всех океанов. Семь видов обитают в пресных водах.
Все представители семейства — живородящие.

## Классификация
В состав семейства включают 12 современных родов и около 50 видов
- Род Galeocerdo — тигровые акулы (1 вид)
- Род Scoliodon — жёлтые остроносые акулы (1 вид)
- Род Carcharhinus — серые акулы (32 вида)
- Род Glyphis — пресноводные серые акулы (4 вида)
- Род Lamiopsis — широкопёрые акулы (2 видa)
- Род Nasolamia — белоносые акулы (1 вид)
- Род Negaprion — острозубые акулы (2 вида)
- Род Prionace — синие акулы (1 вид)
- Род Rhizoprionodon — длиннорылые акулы (7 видов)
- Род Loxodon — щелеглазые серые акулы (1 вид)
- Род Isogomphodon — остроносые акулы (1 вид)
- Род Triaenodon — рифовые акулы (1 вид)

К семейству также относится вымерший кайнозойский род Physogaleus.